# Zelandiella
Zelandiella is een geslacht van uitgestorven weekdieren uit de klasse van de Gastropoda (slakken). Exemplaren van dit geslacht zijn slechts als fossiel bekend.

## Soorten
- Zelandiella calcarata Marwick, 1931 †
- Zelandiella cancellaria Finlay & Marwick, 1937 †
- Zelandiella fatua Finlay, 1926 †
- Zelandiella imitatrix Finlay & Marwick, 1937 †
- Zelandiella propenodosa (Bartrum, 1919) †
- Zelandiella robinsoni (Zittel, 1865) †
- Zelandiella subnodosa (Hutton, 1877) †